# KCNE1
KCNE1 és un canal de potassi activat per voltatge pertanyent a la família relacionada amb Isk, codificat pel gen humà homònim. El gen està relacionat amb la síndrome del QT llarg tipus 5. Les mutacions en el gen KCNE1 poden causar la síndrome de Romano-Wards (en heterozigosi), així com la síndrome de Jervell i Lange-Nielsens (en homozigosi).